# جويل تان
جويل تان (بالإنجليزية: Joel Tan)‏ هو كاتب سنغافوري، ولد في 25 يونيو 1987.